# Iglesia de San Antonio de Padua (Negrón)
La iglesia parroquial de San Antonio de Padua es un templo de culto católico situado en la aldea de Negrón, término municipal de Vallanca, comarca del Rincón de Ademuz, (Comunidad Valenciana, España).
No obstante hallarse en una pequeña aldea, el templo tiene rango de parroquia.

## Historia
Aunque probablemente el origen de la pequeña iglesia de San Antonio de Padua sea anterior, desde el siglo XVIII comienza a documentarse en Negrón la existencia de una ermita bajo esa advocación. Ésta resolvió los desplazamientos que los fieles de la aldea estaban obligados a realizar habitualmente a la iglesia parroquial de Vallanca.
Desde 1868 la ermita de Negrón adquirió el rango de iglesia parroquial, servida por un rector.
El expediente para convertirse en vicaría perpetua se comenzó durante el pontificado del obispo de Segorbe, don Alonso Cano (1772), pero su dotación no se completó hasta el siguiente prelado, don Lorenzo Gómez de Haedo (1785). Con posterioridad, las vicarías perpetuas habrían de convertirse en parroquias autónomas y sus vicarios en curas propios o párrocos (Concordato, 1851). En el informe de la Relación «ad limina» del obispo de Segorbe -don Francisco de Asís Aguilar y Serrat (1885)]- aparece una tabla de Réditos [Reditus], donde se sitúa ordenadamente cada parroquia de la diócesis, según el número de casas que posee. En el conjunto diocesano, la de Negrón ocupa el número 59, entre Arroyo Cerezo [67] y Osset [55].

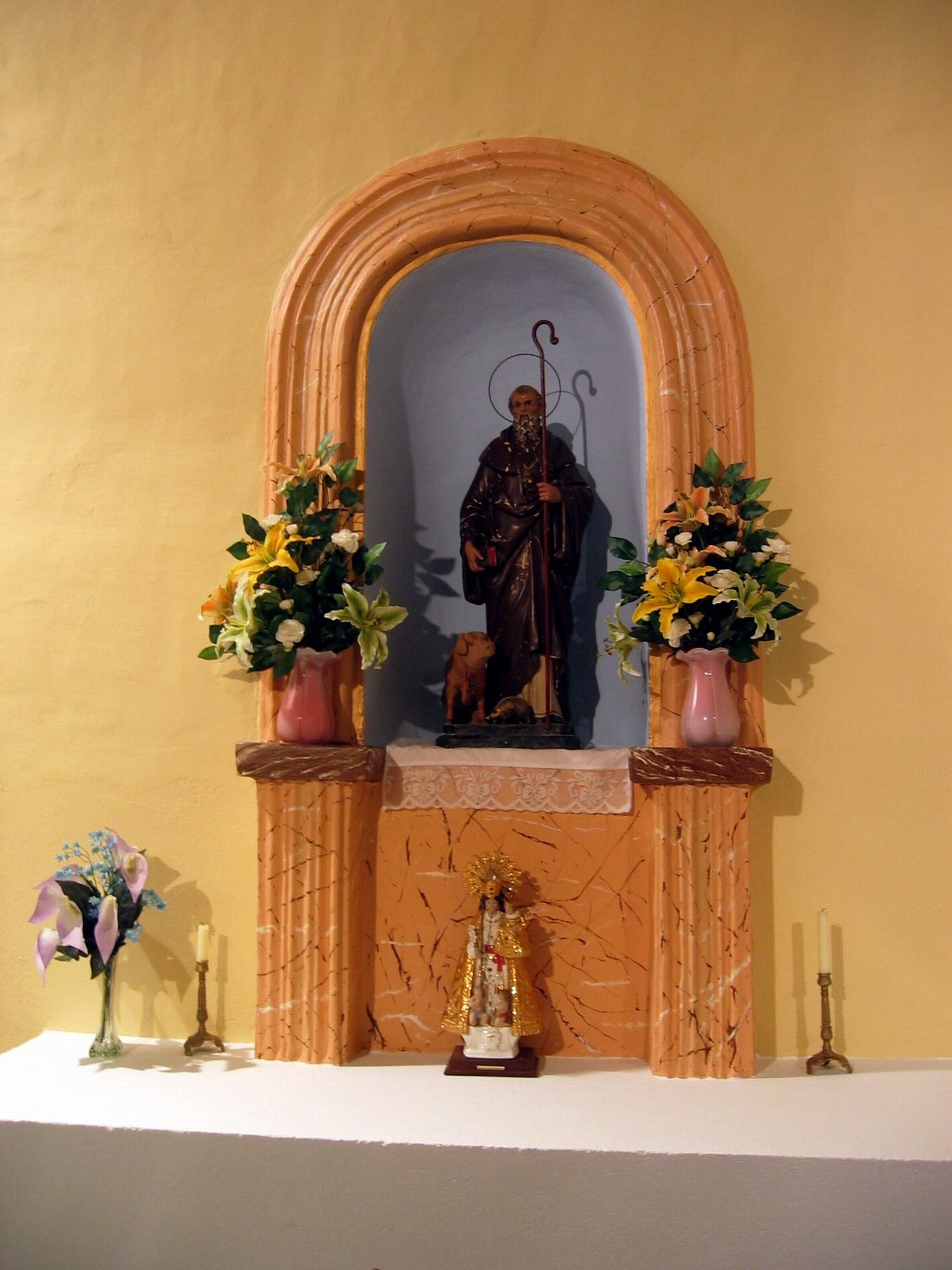
Detalle de la imagen de san Antonio Abad en la iglesia de Negrón, Vallanca (Valencia), tras su restauración.

## Descripción
La estructura del edificio es de una simpleza franciscana: fachada plana con acroterio, planta rectangular, dividida en tres tramos que constituyen capilla mayor, cuerpo y coro. Este último se sitúa sobre la puerta de acceso. Desde el presbiterio, lado del evangelio, se accede a la sacristía: «estancia rehabilitada, cuyo recinto fue estrechado hace años para ampliar la calle que circunda el templo por esa parte y que pudieran pasar vehículos a la plaza. Sobre la puerta hay una rueda de campanillas, que se hacían sonar para anunciar la salida del celebrante y durante la consagración, en el momento de alzar a Dios. La dependencia apenas posee el mínimo moblaje para las vestiduras y objetos litúrgicos».
Del exterior destaca su austera portada adintelada, sobre la que se erige el pequeño campanario cuadrangular de ladrillo rojo, con tejado que vierte a cuadro aguas coronado por una veleta, que fue construido en 1952, en sustitución del antiguo. En su vano oriental, que recae sobre la fachada principal, hay una pequeña campaña fundida en Valencia por Manclús (ca.1980), con diámetro de 34 cm y peso de 22 kg. Desde el piso de campanas puede observarse la cobertura del templo, basada en teja árabe, tipo canal y cobija y vertiendo a dos aguas: la vertiente meridional recae parcialmente sobre el tejadillo de la sacristía y la septentrional sobre la calle de ese lado.

## Patrimonio mueble
El interior actualmente se halla despojado de la mayor parte de su mobiliario original. Las imágenes son todas posteriores a 1939, ya que fueron destruidas durante la Revolución española de 1936: San Antonio de Padua preside el altar mayor, la Virgen del Rosario y San Antonio Abad se alojan en sendas hornacinas a los lados de la nave.
Posee una Pila Bautismal, basada en un arcón de obra con tapa de madera, en cuyo interior aparecen un pequeño barreño vidriado, tipo lebrillo y un caldero de cobre con tapa. En un armario anejo se guarda la concha de bautizar, en metal plateado. Los vasos sagrados son modernos y entre otros útiles de culto cabe destacar un sencillo acetre de bronce con su hisopo del mismo material, que porta un par de querubines labrados en los engarces del asidero.

## Galería

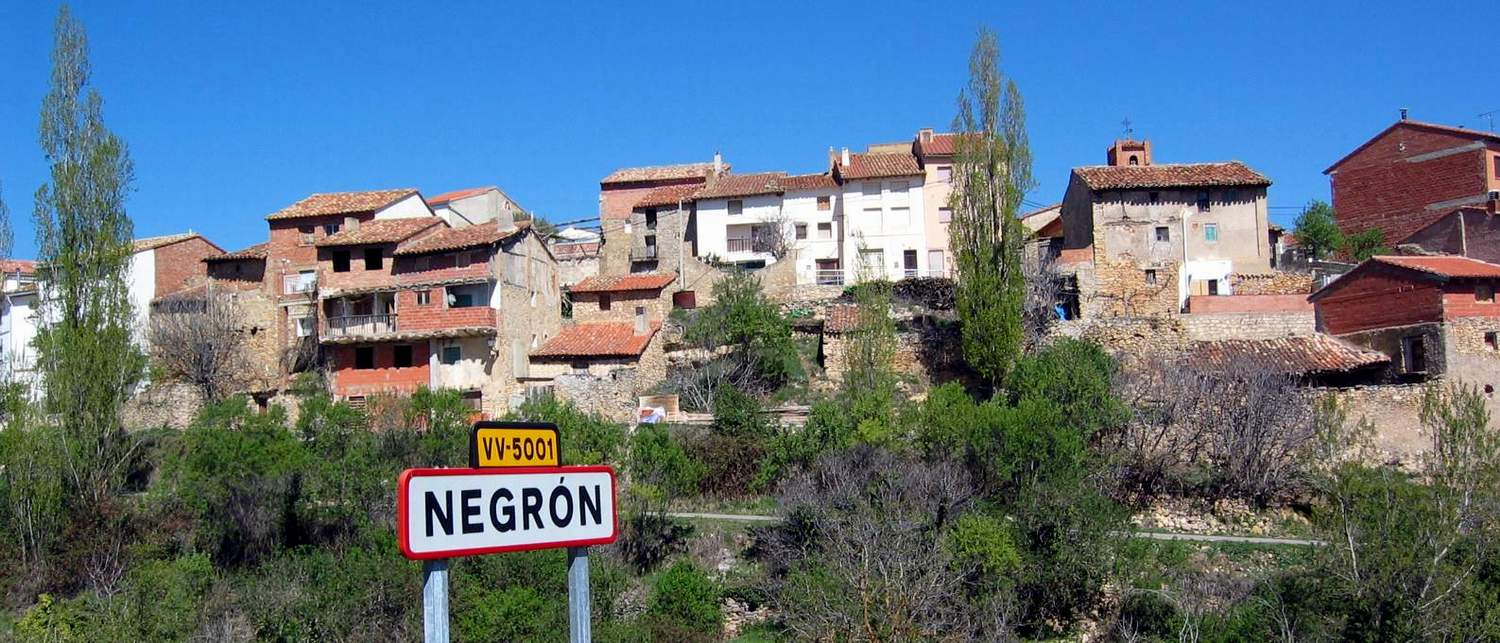
Vista parcial de Negrón, Vallanca (Valencia), desde la carretera CV-478.
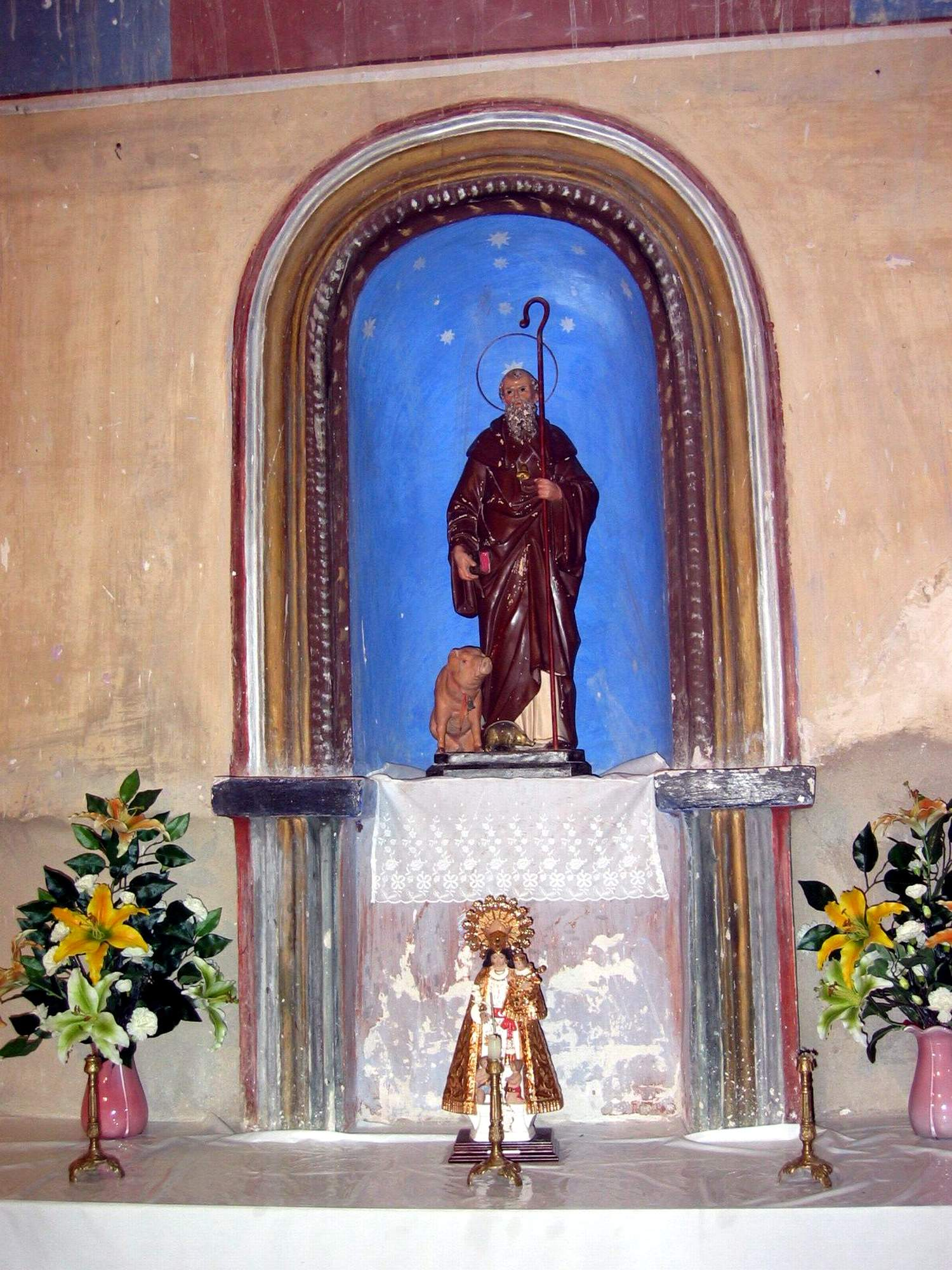
Detalle de la imagen de san Antonio Abad en la iglesia de Negrón, Vallanca (Valencia), antes de su restauración.
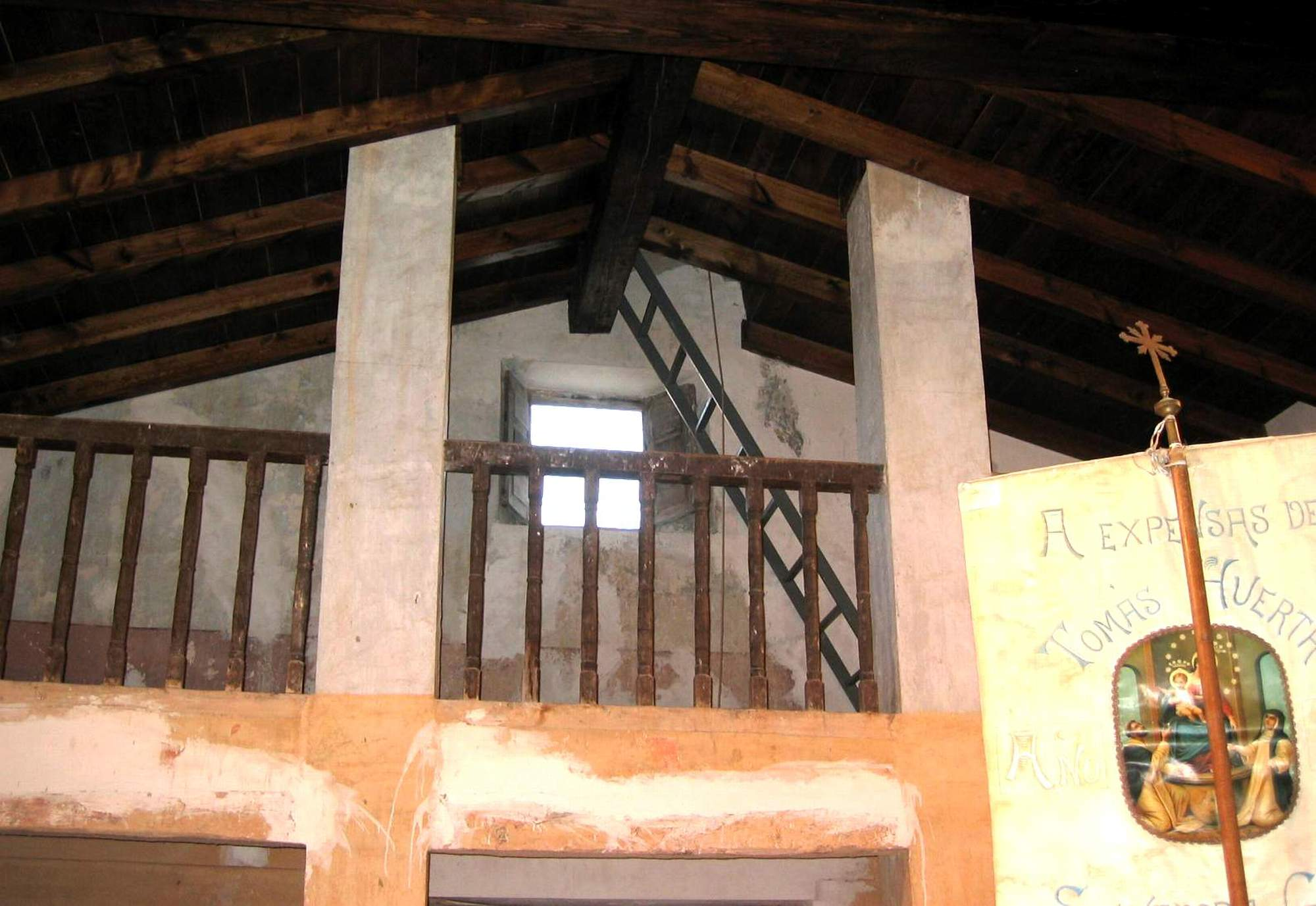
Vista del coro en la iglesia de Negrón, Vallanca (Valencia), con detalle de estandarte.
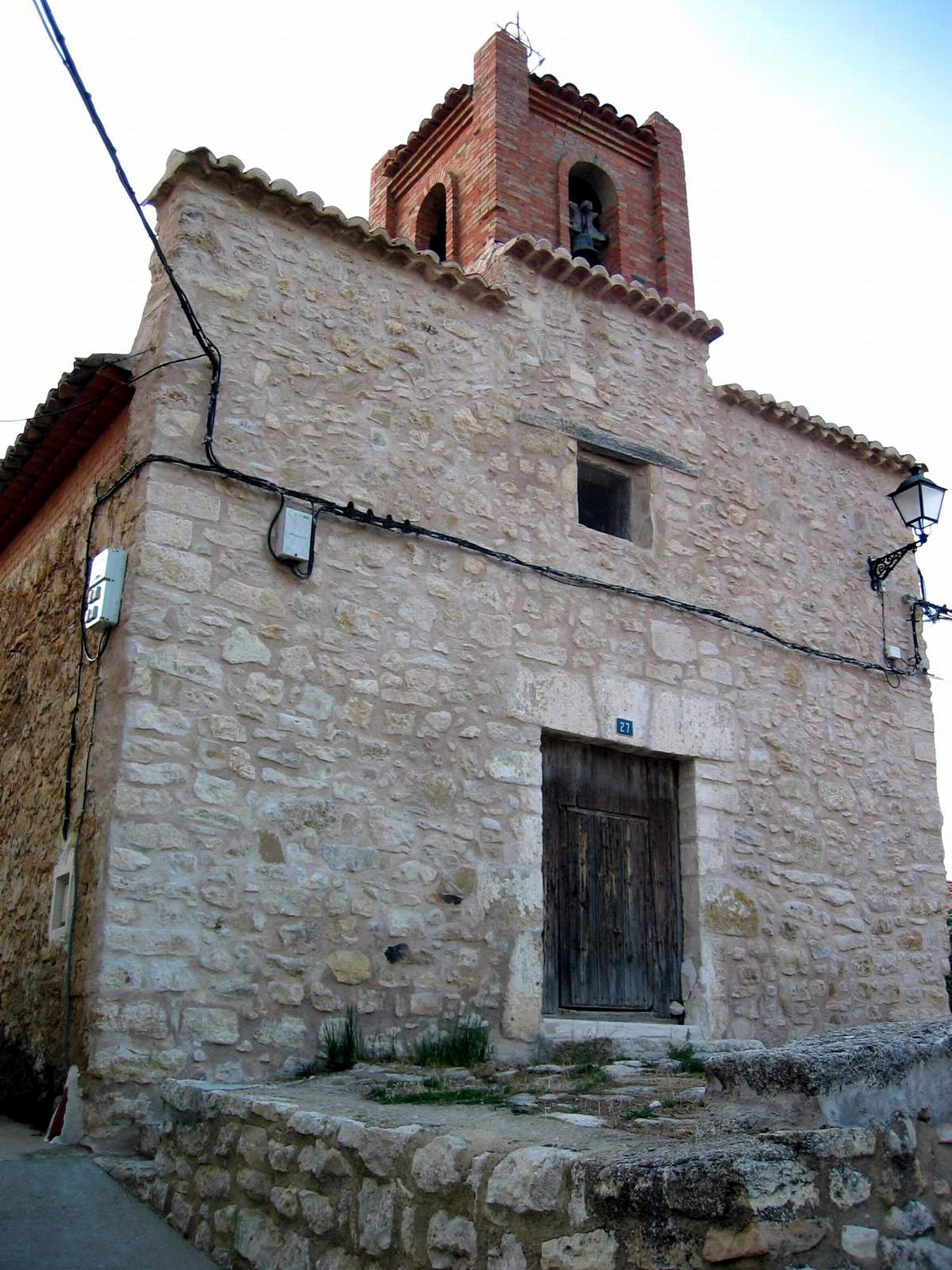
Vista de la fachada de la iglesia de Negrón, Vallanca (Valencia), tras su restauración.
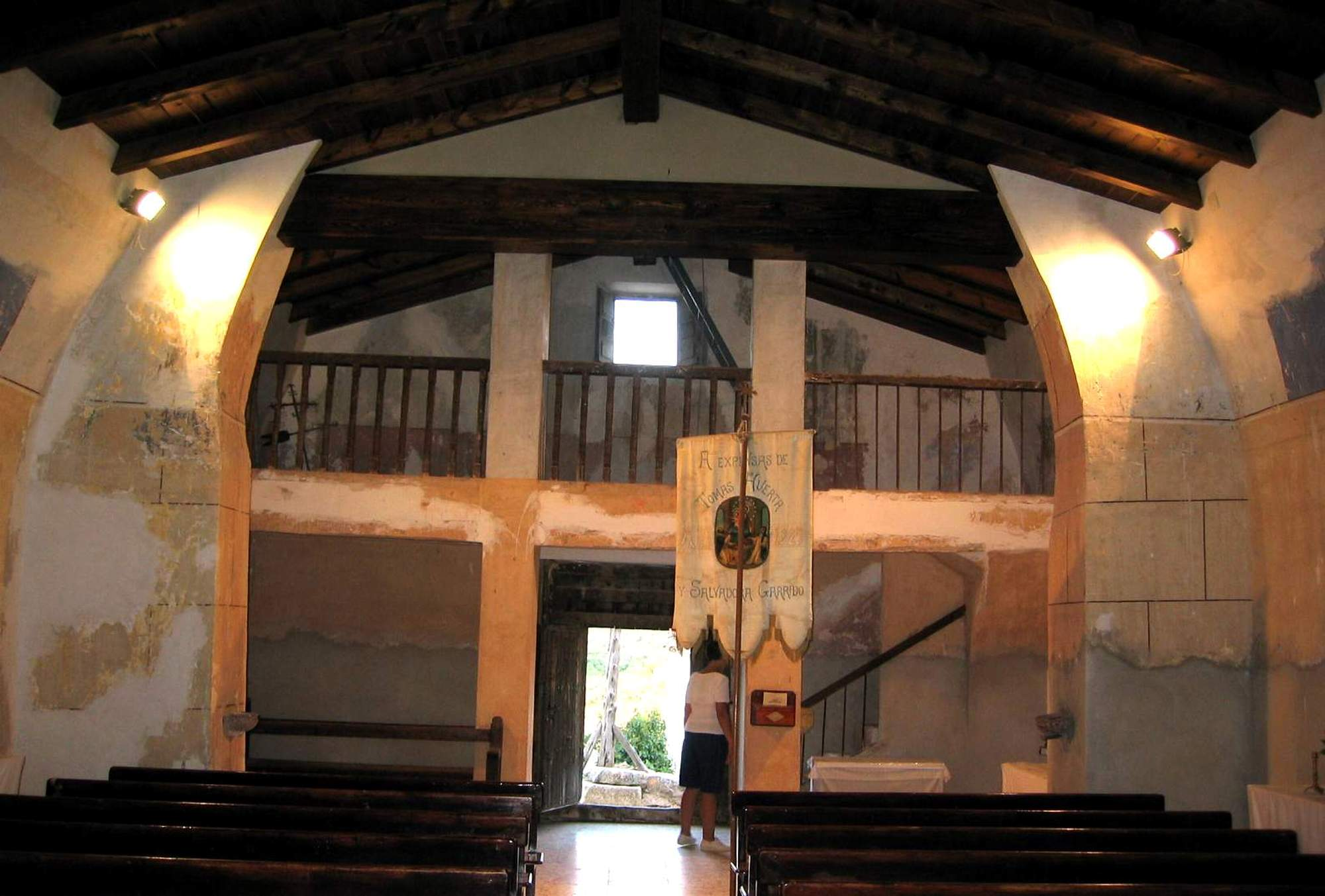
Vista del coro en la iglesia de Negrón, Vallanca (Valencia).